# Facteur humain
Le facteur humain est la contribution humaine impliquée dans un événement, incluant l'erreur humaine. Celle-ci peut être provoquée volontairement ou involontairement.
Le facteur humain concerne également, en psychologie, les mécanismes qui existent entre ce qui est perçu par l'homme et les réactions conscientes ou inconscientes qui en découlent. Par exemple l'émotion créée par la vue d'une photographie d'art ou par l'écoute d'une mélodie faisant intervenir de nombreux éléments mis en mémoire, et notamment son vécu, est une activité incluse dans les facteurs humains. La compréhension de ses mécanismes fait partie des facteurs humains.
Le facteur humain concerne également l'étude des raisons aboutissant à une erreur humaine. On peut citer comme exemple les erreurs de pilotage, les erreurs judiciaires, ou les erreurs de programmation.

## Histoire

### Sens premiers
Dans les sens premiers et anciens en langue française, le facteur humain s'oppose au facteur divin ou au facteur économique, le facteur étant — par définition — celui qui fait.
Toutefois on ne peut pas exclure que le terme dans son sens moderne — lié à l'imprévu — puisse être influencé d'idées étrangères anglaises ou américaines. Le terme anglais facteur venant du latin et indiquant une cause contribuant à un résultat.
En 1894, le facteur humain apparait être associé à certains accidents sans être encore tout à fait bien compris:

« Or, c'est dans cette catégorie d'accidents de mer que le facteur humain joue le plus grand rôle. Le
« Board of Trade » édicte des règles destinées à prévenir les collisions, aucun officier n'est autorisé à diriger un navire s'il n'a un certificat de capacité, et cependant les rencontres se produisent. On est porté à se demander pourquoi, tandis que les accidents dus à d'autres causes deviennent plus rares, ceux qui sont le plus immédiatement le fait des hommes continuent à être si fréquents? Sont-ce les règles qui sont défectueuses ? sont-ce ceux qui sont chargés de les appliquer qu'il faut accuser ? Ou bien faut-il admettre que, si la sécurité de la navigation a augmenté à d'autres égards, on ne peut s'attendre à lui voir faire les mêmes progrès en ce qui concerne les collisions, qu'il y a là un état de choses auquel il n'est guère possible de remédier ? Cette conclusion n'est guère acceptable, et les décisions des tribunaux en font foi, car dans la généralité des procès, la faute est attribuée, soit à l'une des
parties, soit à l'autre, et l'une des deux est condamnée à indemniser l'autre. 
Mais comme le principal but de la législation en matière de navigation est d'empêcher les collisions, et qu'elle n'y arrive pas, on peut se demander si, telle qu'elle existe, elle est basée sur des principes bien sains. Elle aboutit en fin de compte, non à diminuer le nombre des désastres maritimes, mais à provoquer des procès et des condamnations qui ont l'inconvénient de ne pas frapper les vrais coupables, de rester sans grand effet parce qu'on s'est assuré contre elles, et d'ajouter de grands frais de procédure aux pertes subies. Il ne paraît pas inopportun de signaler cet état de choses qui constitue un si fâcheux contraste avec les progrès effectués à tant d'autres égards. »

— économie industrielle, La marine anglaise pendant la dernière période décénale, Annales industrielles, 1894

### Apport de Taylor
ETUDE DES MOBILES HUMAINS.

« Une autre particularité  importante du système Taylor est l'application systématique de la même méthode scientifique à l'étude de ce qu'on peut appeler ; le facteur humain.
Voici comment Taylor s'exprime à ce sujet : « Il est une autre espèce de recherche scientifique, qui doit appeler spécialement l'attention : c'est l'étude minutieuse des mobiles qui font agir les hommes. À première vue, il peut sembler que c'est simplement affaire d'observation et de jugement individuel et qu'il n'y a pas là matière à des expériences scientifiques exactes. Il est certain que les lois qui résultent d'expériences de ce genre et qui se rapportent à l'organisme très complexe qu'est l'être humain sont sujettes à plus d'incertitudes que les lois relatives aux choses matérielles. Et cependant des lois de ce genre existent qui s'appliquent à la grande majorité des hommes et qui, clairement définies, sont d'un grand secours dans la manière de les conduire. Pour découvrir ces lois, il a été fait des expériences minutieuses, soigneusement préparées et conduites pendant plusieurs années de la même manière que celles dont il a été parlé précédemment. »
Esquissons l'application de cette méthode.
Dans l'industrie, l'intervention de l'ouvrier — c'est-à-dire du facteur humain — peut se ramener à trois points principaux : la connaissance des bonnes méthodes de travail, la volonté de les appliquer et l'aptitude physique pour le faire. Chacun de ces trois éléments du facteur humain dépend à son tour d'autres facteurs plus simples.
La connaissance des bonnes méthodes de travail suppose leur étude préalable par des ingénieurs compétents, puis leur enseignement aux ouvriers par le soin de contremaîtres, de moniteurs spéciaux. »

— Produire plus en travaillant moins, Lectures pour tous : revue universelle et populaire illustrée, 1 octobre 1916

### Sens moderne
Depuis la décennie 1930, l'expression "Facteur Humain" est une expression professionnelle.

### Fresque du facteur humain
Il est souvent difficile de changer ses habitudes et comportements, ce qui est un frein à l'émergence d'un monde plus soutenable. Aussi, l'ONG Humans Matter, spécialisée dans le développement de méthodes facilitatrices innovantes utiles pour le changement de comportement relatif au bien-être, au bien commun et à la vie sociale, a créé une première version de fresque, depuis reprise par l'Université du Facteur Humain, une ONG consacrée à la diffusion et à l'utilisation de cette méthodes.
De même qu'il existe une fresque du climat, une fresque du facteur humain a été développée (officialisée en 2021) comme outil d'apprentissage et de mobilisation, participative et ludique, visant à explorer, en groupe et de manière transformatrice, les mécanismes psychologiques et cognitifs qui influencent nos comportements, et tout particulièrement les changements de comportements nécessaires à la transition écologique.

Elle inclut un atelier collaboratif (de 3 heures en général), où les participants co-construisent une fresque visuelle représentant les grands facteurs qui influencent nos décisions et nos actions. Ce travail est suivi d'une phase d'exploration des biais cognitifs (confirmation de biais, aversion à la perte, etc.) qui empêchent d'agir de manière rationnelle et en cohérence avec nos valeurs. Visualiser ces mécanismes aident les participants à prendre conscience des raisons pour lesquelles il leur est difficile de changer de comportement.
Cette fresque est utilisée pour favoriser la transition énergétique et/ou la transition écologique dans des entreprises, collectivités, écoles ou universités et dans diverses entités souhaitant améliorer la communication, la collaboration et la prise de décision au sein des équipes de professionnels ou de bénévoles. Elle vise à faire pendre conscience des enjeux de développement durable, mais permet aussi de développer un esprit critique et ouvert.

## Enjeux
Ce concept intervient dans l'étude actuelle et prospective de l'interaction des comportements humains avec leur environnement et notamment dans le domaine de la sécurité publique, du risque industriel, du risque nucléaire de la sécurité alimentaire, etc. L'erreur humaine et le facteur humain sont en cause dans de nombreux accidents graves et catastrophes, industrielles et maritimes notamment. Au Québec on parle du PFH (« putain de facteur humain »), concept réutilisé notamment par Hubert Reeves pour expliquer l'inaction des hommes face à l'évolution de la planète.
L'ergonomie qui est l'étude de l'interaction des comportements humains dans le monde du travail bénéficie également de l'étude et de la prise en compte des facteurs humains. Elle concerne l'adéquation existant entre l'homme et son environnement dans le monde du travail. On peut citer par exemple l’étude des formes de casques de moto permettant d’assurer un confort et une sécurité correspondant à l’ensemble de la population.

## Sémantique
Les facteurs humains sont nombreux, complexes, interagissent entre eux et avec l'évolution du contexte social, environnemental et technique ; ils sont par conséquent souvent difficiles à maîtriser. Les comprendre et anticiper fait appel à l’ergonomie, comme à la sociologie, à la médecine et à la psychologie du travail et des organisations et de formation.
En anglais human factor est souvent synonyme d'ergonomie, notamment dans le domaine de l'informatique. Toujours en anglais, le monde de l'industrie maritime préfère human element à human factor.

## Sécurité aérienne
En aviation, à la suite de plusieurs accidents attribués à des erreurs humaines, la formation des équipages comprend un volet « facteurs humains » (en anglais CRM ou crew resource management). Ainsi dans la catastrophe de Tenerife, l'accident le plus meurtrier de l'histoire, le copilote avait interpellé le commandant sur la possibilité d'un problème, mais n'a pas osé insister en raison du lien hiérarchique.

## Sécurité routière
Les accidents de la route qui blessent gravement ou mortellement des personnes chaque mois par centaine (hécatombes) pendant des décennies sont le plus souvent attribués à des erreurs humaines ou des facteurs humains,,, les sources ne distinguant pas toujours les notions de facteur et d'erreur. Dans le «système sûr» (en anglais: Safe System Approach) l'infrastructure routière cherche à ce qu'une erreur humaine ne conduise pas à un accident, en réduisant le risque d'erreur et les conséquences de l'erreur,. Toutefois les échecs humains peuvent être soit des erreurs humaines soit des violations délibérées.
«L’idée du «système sûr» est d’accepter l’erreur humaine mais de tout faire pour que l’erreur n’entraîne pas des décès ou des blessures graves.».
Dans le cadre de la recherche d'infrastructures plus sures, les facteurs humains peuvent par exemple distinguer:
- le facteur temporel: il faut souvent de 4 à 6 secondes à un conducteur pour changer complètement de manœuvre. cela peut correspondre à une distance de 300 mètres à une vitesse de 100 km/h;
- le facteur du champ de vision: le champ de vision peut soit stabiliser soit déstabiliser le conducteur, le fatiguer ou le stimuler;
- le facteur de moindre surprise (ou de logique): le conducteur conduit selon son expérience et ses perceptions récentes. Des anomalies inattendues perturbent la chaîne d’action et les automatismes du conducteur, c'est-à-dire font hésiter le conducteur qui a alors besoin de temps pour traiter l'anomalie[3].

| Exemple de facteur humain | Hors facteur humain |
| --- | --- |
| négligence d’un feu rouge sous-estimation d’un virage surestimation de la largeur de la route sous-estimation de la distance surpris par un virage négligence d’un signal de laisser le passage | niveau d’alcool > norme légale lâcher le volant crise cardiaque insecte irritant dans le véhicule manœuvre de dépassement risquée |

## Dans la littérature
Facteur Humain est le titre d'un roman de Graham Greene, trame du dernier film de Otto Preminger. 
C'est aussi une maison d'édition belge, dirigée par  Denis Gielen et Grégoire Romefort.